# Inkerman Sugar Mill

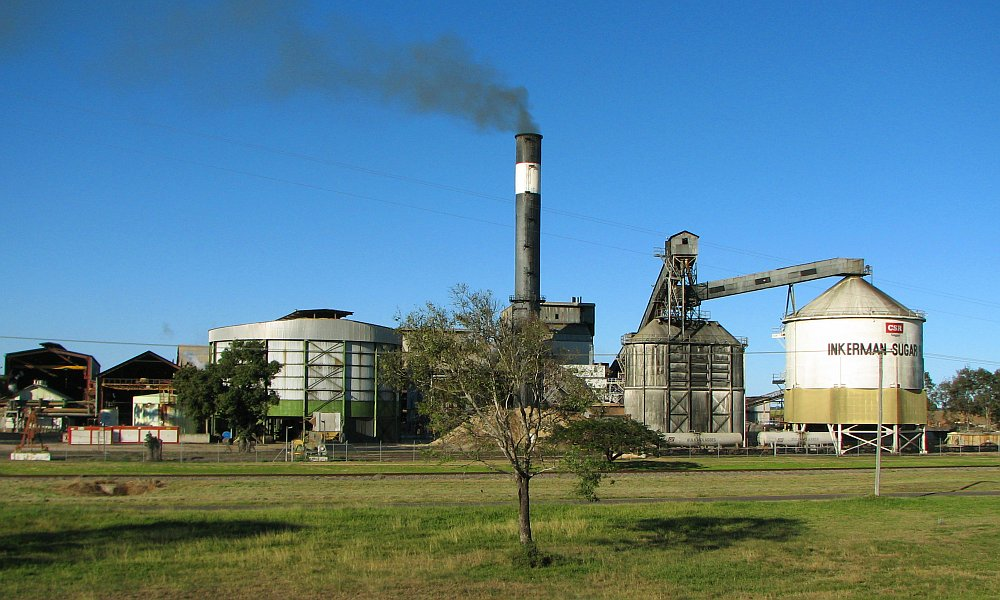
Inkerman Sugar Mill

De Inkerman Suger Mill is een molen in Home Hill in Queensland, Australië. Het is ontworpen en gebouwd door de Schotse ingenieur J. Pickering in opdracht van John Drysdale. De molen gebruikt machinerie gebouwd door Geo Fletcher and Company uit Derby, Engeland. De molen werd opgeleverd in 1914 en begon het daaropvolgende jaar met malen.